# Dolophilodes dilatata
Dolophilodes dilatata là một loài Trichoptera trong họ Philopotamidae. Chúng phân bố ở miền Cổ bắc.